# Newropeans
Newropeans est une alliance politique européenne d'inspiration supranationale, se présentant comme un rassemblement de citoyens. Dans cette logique, il n'est pas une coalition de partis nationaux mais un mouvement exclusivement présent au niveau européen. Il ne se présente qu'aux élections européennes. Le parti se réclame comme l'un des premiers partis politiques « transeuropéens ».

## Histoire
Le mouvement a été fondé par Franck Biancheri le 24 juin 2005 à la suite des référendums français et néerlandais sur le traité établissant une Constitution pour l'Europe ayant abouti au rejet du texte. Son fondateur est aussi celui de l'Association des états généraux des étudiants de l'Europe (1986) et du think-tank « Laboratoire européen d'anticipation politique/Europe2020 » (1997).
Après les élections européennes de juin 2009, Newropeans a défini une stratégie pour la période 2009-2014 lors de son « Agora » du week-end des 3 et 4 juillet 2009 à Paris.

## Élections européennes de 2009
Aux élections européennes de 2009, Newropeans est autorisé à présenter des listes en France, en Allemagne et aux Pays-Bas. Dans les autres pays en revanche, les conditions imposées par les différents codes électoraux ne lui permettent pas de se présenter.

### Résultats globaux
| Pays      | Voix   | %    |
| --------- | ------ | ---- |
| Allemagne | 15 060 | 0,1  |
| France    | 2 549  | 0,02 |
| Pays-Bas  | 19 935 | 0,4  |

### En France
La branche française de Newropeans est représentée dans 5 circonscriptions de France sur 8 (avec les départements d'outre-mer), ce qui lui permet d'apparaître dans la campagne officielle télévisée.
Les résultats des cinq listes présentes oscillent entre 0,02 % et 0,04 % (en Île-de-France) soit un total de 2 549 voix.
- Têtes de liste :
  - Sud-Ouest : David Carayol, ex-consultant et ancien chargé de mission pour l’association Max Havelaar France.
  - Paris - Ile-de-France :  Mariane Ranke Cormier, juriste, Directrice de publication du magazine newropeans-magazine.
  - Est : Francois Guerin, œnologue de formation, ancien animateur social.
  - Ouest : Bruno Blossier, restaurateur, directeur des « Salons de l’Aveyron ».
  - Centre : Philippe Micaelli, chef d'entreprise.

- Résultats

| Circonscription | Voix  | %     |
| --------------- | ----- | ----- |
| Ouest           | 394   | 0,02  |
| Est             | 359   | 0,02  |
| Sud-Ouest       | 455   | 0,02  |
| Centre          | 230   | 0,02  |
| Île-de-France   | 1 111 | 0,04  |
| Total           | 2 549 | 0,024 |

## Structure et organisation

### Comité directeur
Newropeans revendique une organisation transnationale, indépendante des nationalités d'origine ou des pays de résidence. L'instance exécutive est le comité directeur composé de membres venus de l'ensemble de l'UE. Son élection se fait par listes [réf. nécessaire].

### Responsables actuels
Margit Reiser-Schober, allemande, née en 1957, est présidente de Newropeans.

### Démocratie interne et multilinguisme
Internet est l'objet d'une utilisation plus intense que dans la majeure partie des partis politiques. Ainsi, les débats internes et votes de résolutions ont lieu via l'Intranet du mouvement appelé l'Agora, dans lequel 23 langues officielles de l'UE sont représentées.

### Groupes locaux
Les membres s'organisent en groupes locaux, par grande ville plutôt que par pays de résidence. Ces groupes n'ont pas de pouvoir de représentation. 